# Cantonul Appenzell Extern
Cantonul Appenzell Extern este un canton din Elveția, unde se vorbește limba germană. Capitala cantonului este orașul Herisau.

## Comune
Numărul locuitorilor comunelor este luată după recensământul din anul 2007.
| - Bühler (1628 loc) - Gais (2885 loc) - Grub (1007 loc) - Heiden (4050 loc) - Herisau (15'282 loc) - Hundwil (983 loc) - Lutzenberg (1220 loc) - Rehetobel (1674 loc) - Reute (682 loc) - Schönengrund (469 loc) | - Schwellbrunn (1428 loc) - Speicher (3953 loc) - Stein (1336 loc) - Teufen (5696 loc) - Trogen (1693 loc) - Urnäsch (2297 loc) - Wald (875 loc) - Waldstatt (1747 loc) - Walzenhausen (2041 loc) - Wolfhalden (1708 loc) |